# Modoc (Caroline du Sud)
Pour les articles homonymes, voir Modoc.
Modoc est une census-designated place située dans le comté de McCormick, dans l’État de Caroline du Sud, aux États-Unis. Lors du recensement de 2020, elle comptait 312 habitants.